# Moroto (stad)
Moroto is een stad in het noordoosten van Oeganda. Het is de hoofdstad van het gelijknamige district. Het Karamajongvolk woont in dit district. Ten oosten van de stad ligt de berg Moroto (Mount Moroto).
Sinds 1965 is Moroto de zetel van een rooms-katholiek bisdom.